# Puchar Francji w piłce nożnej (2001/2002)
Puchar Francji w piłce nożnej mężczyzn 2001/2002 – 85. edycja rozgrywek, mających na celu wyłonienie zdobywcy piłkarskiego Pucharu Francji, zorganizowana przez Francuski Związek Piłki Nożnej (FFF) w sezonie 2001/02. Przystąpiło do niej 5848 drużyn klubowych.

## 1/8 finału
| Gospodarze                     | Wynik | Goście                         |          |
| Paris SG (D1)                  | 1 - 1 | Olympique de Marseille (D1)    | 7-6 kar. |
| US Montagnarde (DH)            | 0 - 1 | AS Monaco (D1)                 |          |
| Amiens SC (D2)                 | 0 - 2 | Nîmes Olympique (D2)           |          |
| SC Bastia (D1)                 | 2 - 0 | AS Nancy (D2)                  |          |
| Stade de Reims (Nat.)          | 1 - 1 | CS Sedan (D1)                  | 3-4 kar. |
| CS Louhans-Cuiseaux (Nat.)     | 2 - 2 | FC Lorient (D1)                | 5-6 kar. |
| RC Strasbourg (D2)             | 2 - 1 | US Lusitanos Saint-Maur (Nat.) |          |
| FC Libourne-Saint-Seurin (CFA) | 2 - 0 | LB Châteauroux (D2)            |          |

## Ćwierćfinały
| Gospodarze                     | Wynik | Goście             |          |
| FC Libourne-Saint-Seurin (CFA) | 0 - 1 | SC Bastia (D1)     |          |
| Paris SG (D1)                  | 0 - 1 | FC Lorient (D1)    |          |
| CS Sedan (D1)                  | 1 - 0 | RC Strasbourg (D2) |          |
| Nîmes Olympique (D2)           | 1 - 1 | AS Monaco (D1)     | 3-1 kar. |

## Półfinały
- SC Bastia - CS Sedan 1-0
- FC Lorient - Nîmes Olympique 1-0

## Finał
- SC Bastia - FC Lorient 0-1

## Najlepsi strzelcy
Pauleta (4 gole)

Tony Vairelles (4 gole)